# The Fashionistas
The Fashionistas è un film pornografico del 2002 diretto da John Stagliano e prodotto da Evil Angel Productions. Nel 2003 ha stabilito il record per il maggior numero di nomination agli AVN Awards per un singolo titolo: 22. Il film segna il debutto anche dell'attore francese Manuel Ferrara. Sono stati girati due sequel, Fashionistas Safado: The Challenge and Fashionistas Safado: Berlin, entrambi diretti da John Stagliano. Rocco Siffredi, Manuel Ferrara e Belladonna hanno ripreso i loro ruoli mentre Katsuni e Nacho Vidal si sono aggiunti successivamente.

## Trama
I Fashionistas sono un gruppo emergente di stilisti fetish guidati da Helena con sede nel Fashion District di Los Angeles. Il gruppo è alla ricerca di un accordo con lo stilista italiano Antonio il quale, dopo aver divorziato a causa delle numerose relazioni extraconiugali, si dirige a Los Angeles in cerca di una casa di moda con cui collaborare.
Per attirare la sua attenzione i Fashionistas si presentano alla sua sfilata ed Helena cerca di convincere Antonio di essere la creativa del gruppo quando, in realtà, è Jesse, la sua assistente. Inizia così una relazione a tre tra Helena, Jesse e Antonio.

## Riconoscimenti
AVN Awards
- 2003 - Best Film[6]
- 2003 - Best Director - Film a John Stagliano
- 2003 - Best Actress - Film a Taylor St. Claire
- 2003 - Best Supporting Actress - Film a Belladonna
- 2003 - Best Tease Performance a Belladonna
- 2003 - Best All-Girl Sex Scene - Film a Belladonna e Taylor St. Claire
- 2003 - Best Anal Sex Scene - Film a Rocco Siffredi e Kate Frost
- 2003 - Best Oral Sex Scene - Film a Rocco Siffredi e Belladonna
- 2003 - Best Group Sex Scene - Film a Rocco Siffredi, Taylor St. Claire, Friday e Sharon Wild
- 2003 - Best Editing - Film a Tricia Devereaux e John Stagliano
- 2004 - Best DVD[7]
- 2004 - Best Renting Title Of The Year

Nomination
- 2003 - Best Actor - Film a Rocco Siffredi[8]
- 2003 - Best Supporting Actor - Film a Manuel Ferrara
- 2003 - Best Supporting Actress – Film a Caroline Pierce
- 2003 - Best Tease Performance a Chelsea Blue, Gia e Taylor St. Claire
- 2003 - Best Box Cover Concept
- 2003 - Best Oral Sex Scene – Film a Belladonna, Mark Ashley e Billy Gilde
- 2003 - Best Sex Scene Coupling – Film a Caroline Pierce e Manuel Ferrara
- 2003 - Best Sex Scene Coupling – Film a Taylor St. Claire e Rocco Siffredi
- 2003 - Best Screenplay – Film a John Stagliano
- 2003 - Best Art Direction - Film a Jim Malibu
- 2003 - Best Cinematography a John Stagliano
- 2003 - Best Music a John Further, Javier, Mistress Minx & DJ Uneas

XRCO Award
- 2003 - Best Film[9]
- 2003 - Actress - Single Performance a Belladonna
- 2003 - Actor - Single Performance a Rocco Siffredi
- 2003 - Best Male-Female Sex Scene a Rocco Siffredi e Taylor St. Claire
- 2003 - Best Girl-Girl Sex Scene a Belladonna e Taylor St. Claire
- 2003 - Best Group Sex Scene a Rocco Siffredi, Taylor St. Claire, Friday e Sharon Wild
- 2004 - Best DVD[10]
- 2013 - XRCO Hall Of Fame - Movies[11]

Nomination
- 2003 - Single Performance, Actress a Taylor St. Claire[12]
- 2003 - Sex Scene of the Year a Rocco Siffredi e Belladonna